# Discovery Theater
Discovery Theater é um canal de televisão por assinatura em alta definição norte-americano, pertencente a Warner Bros. Discovery Foi lançado a nível nacional nos Estados Unidos em 1.º de junho de 2002 como Discovery HD Theater se tornando o canal precursor a ser inteiramente exibido em HD no país. Em 4 de outubro de 2011 o canal nos Estados Unidos reposicionou seu conteúdo e modificou seu nome para Velocity. Em 23 de novembro de 2018, se tornou uma extensão da revista automotiva Motor Trend, recebendo o mesmo nome.

## História
O canal foi lançado nacionalmente nos Estados Unidos em 1.º de junho de 2002, como Discovery HD Theater. O canal foi rebatizado para HD Theater em 22 de setembro de 2007, porque a Discovery Inc. lançou as transmissões simultâneas em HD de alguns de seus outros canais, incluindo o Animal Planet, Discovery Channel, Discovery Science e TLC.
Em 15 de abril de 2009 a empresa anunciou o lançamento do canal para toda a América Latina.
Em 4 de outubro de 2011 o HD Theater foi rebatizado como Velocity nos Estados Unidos, para caber seu maior foco em programação envolvendo automóveis de gama alta, espetáculos esportivos e programação com foco no homem.
No Brasil o canal passou a se chamar Discovery Theater, desde 16 de março de 2015.